# Série 9300 da CP
A Série 9300 (9301-9310) refere-se a um tipo de automotora de bitola métrica, que era operada pela Companhia dos Caminhos de Ferro Portugueses e pela sua sucessora, os Caminhos de Ferro Portugueses. As unidades desta série circularam nas Linhas do Vouga, Dão, Porto à Póvoa e Famalicão, Guimarães e Tua, e nos Ramais de Aveiro e Matosinhos.

## História

### Antecedentes
Em meados da década de 1950, a Companhia dos Caminhos de Ferro Portugueses iniciou um plano para a substituição da tracção a vapor por automotoras nos serviços de passageiros, especialmente nas linhas estreitas a Norte do Rio Douro, e na Linha do Oeste. Naquela altura, considerava-se que estes veículos seriam de exploração mais simplificada e económica, e que devido à sua maior rapidez e conforto, iriam atrair mais passageiros. Desta forma, encomendou um grande número de automotoras, a serem introduzidas ao serviço nos finais de 1955 ou inícios de 1956.

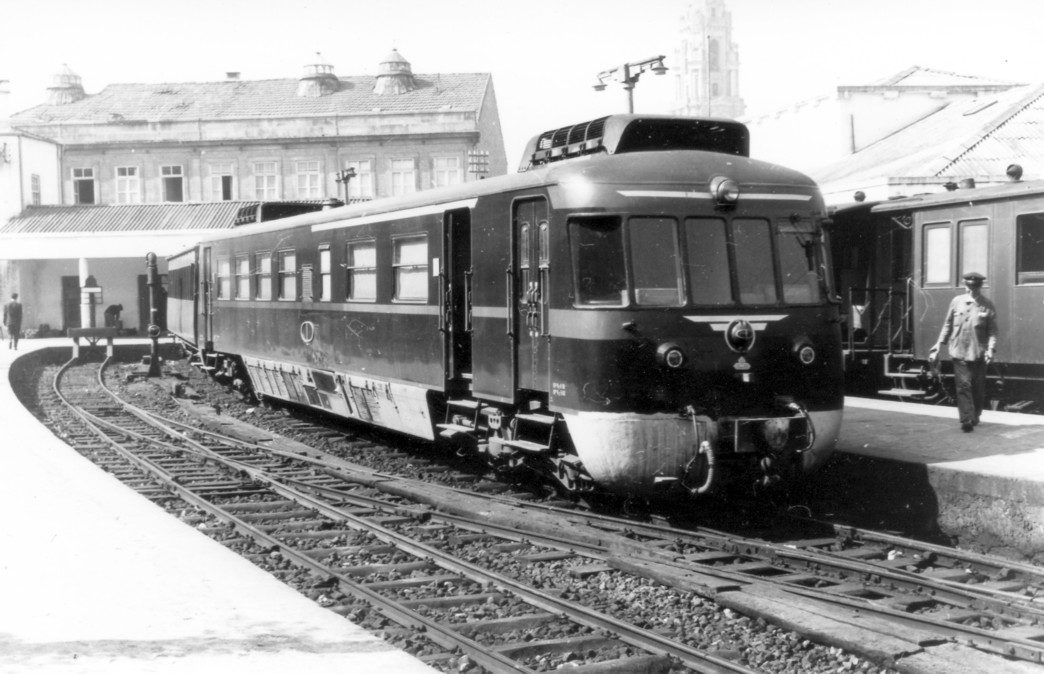
Automotora 9301 na estação da Trindade, no Porto, em 1965.

### Introdução ao serviço
As automotoras desta série foram fabricadas em 1954, na cidade de Roterdão, pela companhia holandesa NV Allan. Foram planeadas para ser uma versão de via estreita das automotoras da Série 0300, fornecida pela mesma empresa. Chegaram a Portugal em 1955, para complementar a reduzida frota de automotoras de via estreita da Companhia dos Caminhos de Ferro Portugueses, que nessa altura era composta essencialmente pelas unidades da Série 9100, sendo os restantes serviços efectuados por composições traccionadas por locomotivas a vapor. No caso da Linha do Tua, o propósito era substituir as automotoras ME 7 e 8, cuja reduzida capacidade era insuficiente para a procura. A primeira automotora chegou a Bragança por volta das 13 horas do dia 3 de Setembro, com um atrelado, numa viagem de experiência. Foi conduzida por Júlio dos Prazeres Pereira, e transportava os engenheiros António Monteiro e Celso Vasconcelos, da Companhia dos Caminhos de Ferro Portugueses, e outros dois engenheiros holandeses, representando o fabricante.
Dois dias depois, realizou-se uma nova experiência, na qual a automotora seguiu com vários convidados a bordo, incluindo o director geral da Companhia, Roberto de Espregueira Mendes, e dois representantes da NV Allan, até à Estação de Tua, com uma interrupção para almoço em Macedo de Cavaleiros. Ambas as experiências foram bem sucedidas. Assim, em 16 de Outubro de 1955 a série entrou oficialmente em serviço, tendo a sua primeira linha sido a do Tua. Ainda no mesmo ano, também começaram a circular nas linhas do Porto à Póvoa e Famalicão, Guimarães e no Ramal de Matosinhos. Devido à sua rapidez e comodidade para os passageiros, revelaram-se excelentes para este tipo de serviços suburbanos.
Em 1975 as automotoras que estavam nos serviços suburbanos do Porto foram transferidas para a rede ferroviária do Vouga, na sequência da sua reabertura, em 1 de Junho, após cerca de três anos de encerramento. Esta medida foi em parte justificada pela introdução de comboios rebocados por locomotivas da Série 9000 nas linhas métricas do Porto. Nos inícios na década de 1980, as unidades que estavam na Linha do Tua foram substituídas pelas automotoras da Série 9700, tendo sido igualmente colocadas no Vouga.

### Remotorização e fim dos serviços

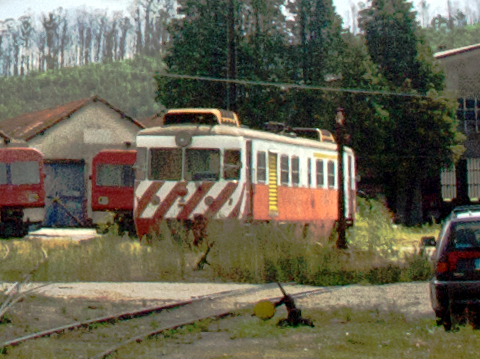
Unidade 9307 a servir como comboio de socorro, na estação de Sernada do Vouga em 2006.

Na década de 1980, todas as unidades desta série foram alvo de extensos trabalhos de remodelação nas Oficinas de Guifões, que incluíram a reformulação dos interiores e dos exteriores, e a introdução de novos motores a gasóleo, da marca Volvo. Após esta intervenção continuaram a circular nas linhas do Vouga, onde nos princípios da década de 1990 foram também introduzidas novas séries de automotoras. Foram abatidas ao serviço entre 2001 e 2002.
A 9301 foi vendida em 2007 ao Museu Vasco del Ferrocarril, conservando o esquema de cores e o logótipo da operadora Caminhos de Ferro Portugueses. Esta aquisição teve duas finalidades: ampliou o âmbito do museu ao território português, ao expor um exemplar de uma série que foi possivelmente a mais significativa na tracção a gasóleo no país, e possibilitou a realização de comboios históricos nas épocas de menor procura, uma vez que os seus custos de exploração eram mais reduzidos, em relação aos comboios rebocados por locomotivas a vapor. Nessa altura, previa-se que esta automotora fosse fazer parte dos comboios históricos organizados pelo Museu, entre Azpeitia e Lasao.
A 9307 foi convertida numa composição de socorro, enquanto que a 9310 foi preservada. Nos princípios da década de 2020, as automotoras 9305 e 9310, que se encontravam em Sernada do Vouga, já tinham sido enviadas para Guifões, no sentido de serem alvo de trabalhos de restauro. Esta intervenção foi feita no âmbito de um programa da operadora Comboios de Portugal para recuperar o material circulante de maior valor patrimonial, após o sucesso dos comboios históricos do Vouga.

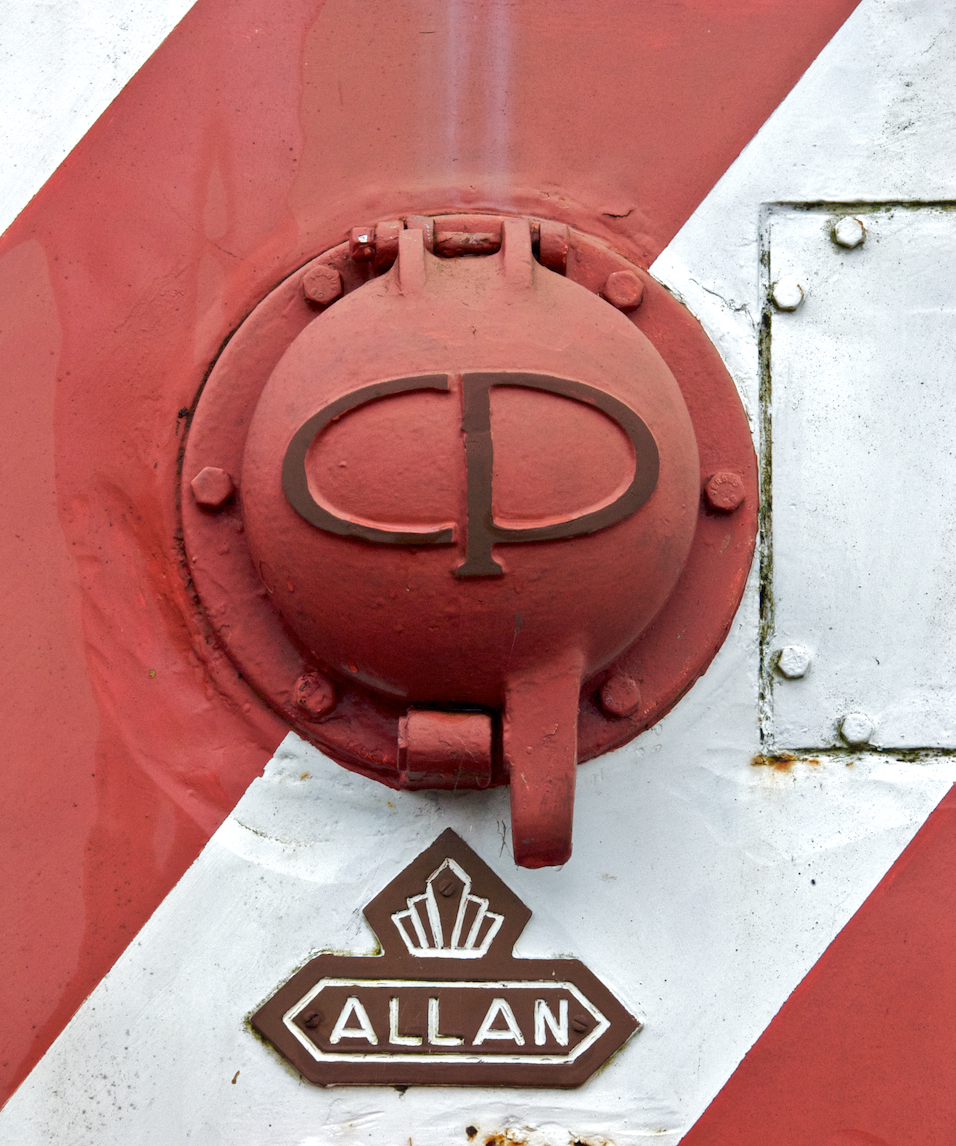
Pormenor dos logótipos da Companhia dos Caminhos de Ferro Portugueses e da fabricante holandesa NV Allan, na automotora 9306.

## Descrição
Esta série era composta por dez automotoras de bitola métrica, numeradas de 9301 a 9310, embora originalmente ostentassem a numeração de MEy301 a 310. São muito semelhantes às suas congéneres da Série 0300, de bitola ibérica, embora com um desempenho mais fraco, devido às limitações da via métrica. Além das unidades motoras a série também incluía vários reboques, utilizados nos serviços de maior procura. As composições eram formadas por uma ou duas motoras, com ou sem um reboque.
A propulsão das unidades motoras era assegurada por dois motores AEC de 200 cavalos a diesel, e a energia eléctrica, por quatro motores de 80 cv. A frenagem era efectuada por um sistema misto de ar comprimido e vácuo de funcionamento eléctrico e manual na motora, e só a vácuo no reboque. Podiam atingir uma velocidade máxima de 70 quilómetros por hora, embora inicialmente, por motivos de ordem técnica, a sua velocidade tenha sido limitada a 50 quilómetros por hora. O esquema de cores original, azul com uma faixa vermelha, foi alterado para a pintura vermelha e branca na década de 1970, semelhante à então utilizada pelas composições da Companhia dos Caminhos de Ferro Portugueses, tendo alguns dos veículos também ostentado uma decoração em azul escuro com faixas vermelhas.
Cada unidade possuía capacidade para 32 passageiros sentados em terceira classe, e 12 na secção de primeira classe. Cada automotora incluía dois lavabos, situados no centro, e uma pequena divisão para bagagens. Cada um dos oito atrelados dispunha de 68 lugares sentados na terceira classe, não dispondo de um local próprio para bagagens. A iluminação era eléctrica, e o aquecimento nas motoras era feito a partir do sistema de circulação de água para o arrefecimento dos motores, enquanto que nos reboques era utilizada uma caldeira com um aparelho de ar quente pulsado.
Apesar da sua excelente fiabilidade, tendiam a pender demasiado nas curvas e a incendiar-se, o que causou alguns acidentes, como o Desastre Ferroviário de Custóias, em 26 de Julho de 1964, no qual a unidade número 9309 descarrilou numa curva da Linha do Porto à Póvoa e Famalicão, tendo-se incendiado em seguida, ou a destruição da 9302 num acidente na Linha do Tua.

## Ficha técnica
- Características de exploração
  - Ano de construção: 1954[4]
  - Entrada ao serviço: 1955[6]
  - Natureza do Serviço:  Linha[5]
  - Número de automotoras: 10 (9301-9310)[3][14]
- Dados gerais
  - Bitola de Via: 1000 mm[1]
  - Comprimento total: 18,5 metros[4]
  - Tipo de tracção: Gasóleo (diesel)[14]
- Transmissão de movimento
  - Tipologia: Eléctrica[4]
- Motores de tracção
  - Potência total: 538 kW[14]
  - Velocidade máxima: 70 km/h[14]
- Lotação
  - Motora
    - Sentados:
      - Primeira classe: 12[14]
      - Terceira classe: 32[14]

  - Reboque
    - Sentados:
      - Terceira classe: 68[14]

## Lista de material
| :  | qt. | estado                  |
| -- | --- | ----------------------- |
| ✔︎  | 1   | ao serviço              |
| ⏭︎  | 1   | vendida, no estrangeiro |
| ✖︎  | 2   | demolidas               |
| ❔︎ | 6   | em estado desconhecido  |
| 10 | 10  | (total)                 |

| №    | :  | a           | observações                                                            |
| ---- | -- | ----------- | ---------------------------------------------------------------------- |
| 9101 | ⏭︎  | [ quando? ] | Adquirida pelo Museu Vasco del Ferrocarril.                            |
| 9102 | ✖︎  | 1978~       | Destruída num incêndio na Linha do Tua, no final da década de 1970.    |
| 9103 | ❔︎ | —           |                                                                        |
| 9104 | ❔︎ | —           |                                                                        |
| 9105 | ❔︎ | —           |                                                                        |
| 9106 | ❔︎ | —           |                                                                        |
| 9107 | ✔︎  | 2006.08     | comboio socorro                                                        |
| 9108 | ❔︎ | —           |                                                                        |
| 9109 | ✖︎  | 1964        | Destruída no Desastre Ferroviário de Custóias, em 26 de Julho de 1964. |